# Стуловское сельское поселение
Стуловское сельское поселение — муниципальное образование в составе Слободского района Кировской области России.
Центр — деревня Стулово.

## История
Стуловское сельское поселение образовано 1 января 2006 года согласно Закону Кировской области от 07.12.2004 № 284-ЗО.

## Население
| 2010  | 2012  | 2013  | 2014  | 2015  | 2016  | 2017  |
| ----- | ----- | ----- | ----- | ----- | ----- | ----- |
| 4996  | ↗4997 | ↗5004 | ↘4983 | ↘4965 | ↗5028 | ↗5056 |
| 2018  | 2019  | 2020  | 2021  |       |       |       |
| ↘5022 | ↘4884 | ↘4875 | ↗4916 |       |       |       |

## Состав
В состав поселения входят 11 населённых пунктов (население, 2010):
| - деревня Стулово — 3501 чел.; - деревня Бакули — 126 чел.; - деревня Воробьи — 115 чел.; - деревня Деньгины — 0 чел.; - деревня Зотовы — 122 чел.; - деревня Зяблицы — 4 чел.; | - деревня Коневы — 0 чел.; - деревня Нижние Кропачи — 640 чел.; - деревня Родионово — 42 чел.; - деревня Ситники — 167 чел.; - деревня Щуково — 279 чел. |